# Die Schuld der Gabriele Rottweil
Regimentsmusik, bei der verspäteten Uraufführung 1950 in Die Schuld der Gabriele Rottweil umbenannt, ist ein 1944 entstandener deutscher Spielfilm von Arthur Maria Rabenalt. Die Hauptrollen spielen Heidemarie Hatheyer und Siegfried Breuer. Der Geschichte liegt der gleichnamige Roman (1941) von Hans Gustl Kernmayr zugrunde.

## Handlung
Deutschland am Vorabend des Ersten Weltkriegs. In München lebt der Schwadroneur und Flaneur Robert Rottweil das Leben eines frauenliebenden Bohemiens. Obwohl er auf Wunsch der großbürgerlichen Eltern die aus adeligen Kreisen stammende Gabriele von Wahl heiraten soll, hält er sich nebenbei eine Geliebte, die einfacher Herkunft entstammende Gustl Dankl. Jetzt, im Juli 1914, will Rottweil endlich Nägel mit Köpfen machen, sich von Gustl trennen und Gabriele um das Jawort bitten. Doch Gabrieles Herz ist nicht mehr frei, sie hat sich in den schmucken Leutnant Rainer von Teschenbach verliebt. Der hat sie bereits seinem Onkel Max, der Rainer an Vater statt großgezogen hatte, als seine Zukünftige vorgestellt. Gabriele, die Rainer und nicht Robert heiraten möchte, muss nun von diesem Plan vorerst Abstand nehmen, denn Leutnant Teschenbach wird zu den Waffen gerufen und an die Front entsandt. Gabriele nimmt sich fest vor, auf ihren Liebsten, mit dem sie eine Liebesnacht verbringt, zu warten.
Bald aber geschehen Dinge, die Gabrieles Pläne endgültig über den Haufen werfen. Ihr Onkel Heinrich nimmt sich das Leben, weil er durch Spekulationen nicht nur sein eigenes Vermögen, sondern auch das seines Bruders, Gabrieles Vater, verspielt hat. Herr von Wahl erleidet daraufhin einen Schlaganfall und bittet Robert an sein Krankenbett. Er teilt diesem mit, dass er ihn vom Eheversprechen entbindet, da er, von Wahl, ihm, Robert Rottweil nunmehr keine väterliche Mitgift mehr bieten könne. Robert bietet dem alten Mann seine finanzielle Hilfe an und sichert so Herrn von Wahls Existenz. Gabriele von Wahl, die noch kurz zuvor Robert erneut klargemacht hatte, dass sie ihn keinesfalls heiraten werde, ändert daraufhin ihre Meinung. Sie will nicht in Rottweils Schuld stehen und ist von seiner Großzügigkeit gerührt. Sie willigt nun doch ein, mit Rottweil vor den Traualtar zu stehen, und bittet Onkel Max, Rainer über ihren Entschluss und die Hintergründe, die dazu geführt haben, zu informieren.
Die Ehe wird für Gabriele Rottweil eine Vernunftsheirat, und beide versprechen, einander gute Kameraden zu sein. Insgeheim hofft Robert Rottweil darauf, dass Gabriele ihn mit der Zeit zu lieben lernt. Von Onkel Max erfährt Gabriele eines Tages, dass Rainer an der Front schwer verwundet wurde. Rasch eilt sie zu ihm an sein Krankenlager. Sie weiß nicht, dass Max aus purer Barmherzigkeit Rainer nicht von Gabrieles Eheschließung berichtet hatte. Im Sterben liegend, bitte er Gabriele um einen letzten Gefallen: Im Rahmen einer Nottrauung möchte er Gabriele hier und jetzt heiraten. Da Gabriele dem Moribunden nicht diesen letzten Liebesdienst abschlagen möchte, willigt sie schweren Herzens ein. Als Rainer wenig später stirbt, erhält Gabriele deshalb ein an sie als Gabriele von Teschenbach gerichtetes Telegramm, das prompt in Roberts Hände gerät. Es kommt zu einem heftigen Streit, und Gabriele verlässt die eheliche Wohnung.
Gabriele Rottweil erstattet Selbstanzeige wegen Bigamie. Onkel Max geht zu ihrem Gatten und klärt ihn über die näheren Umstände auf, u. a. dass er es war, der seinen Neffen Rainer nicht von Gabrieles Hochzeit berichtet hatte, sodass dieser vollkommen ahnungslos war. Robert ist über diese Nachricht erleichtert und erscheint daher während des Prozesses vor Gericht. Hier setzt er sich großzügig für seine Gattin ein. Gabriele Rottweils Schuld ist schließlich nur sehr gering und bringt der jungen Frau eine einmonatige Strafe auf Bewährung ein. Die Kameradschaftsehe zwischen ihr und Robert kann sich nun zu einer Liebesbeziehung fortentwickeln.

## Produktionsnotizen
Die Dreharbeiten begannen am 5. Mai 1944 und endeten am 11. Juli desselben Jahres. Der Film passierte die Zensur im März 1945, zu einer Uraufführung vor Kriegsende kam es jedoch nicht. Die fand stark verspätet am 1. September 1950 in Düsseldorf statt. Die Berliner Premiere war am 24. November 1950 im Westen der Stadt. 
Ludwig Reiber und Rudolf Pfenninger schufen die Filmbauten, Ursula Maes die Kostüme. Carl Heinz Becker war für den Ton zuständig.
Regimentsmusik sollte ursprünglich von G. W. Pabst inszeniert werden.

## Kritik
Bei Filmdienst heißt es: „Tendenziöses, larmoyantes Gesellschaftsdrama.“